# Maschseefontäne

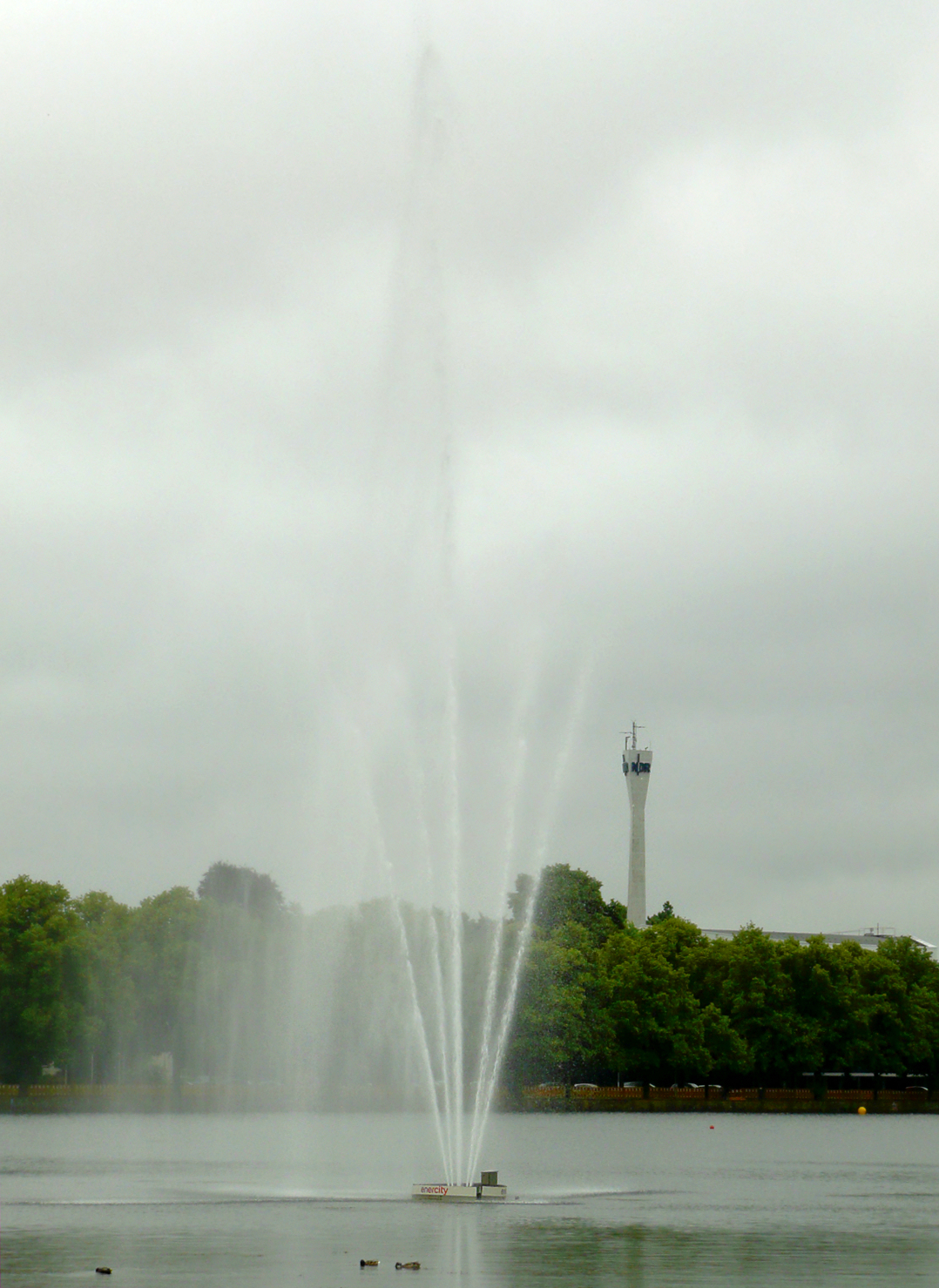
Maschseefontäne

Die Maschseefontäne befindet sich im Maschsee in Hannover. Die Fontäne nahe dem Nordufer des Sees erreicht eine Höhe von 10 bis 17 Meter. Sie besteht aus einer Hauptfontäne und vier kleineren Fontänen. Eigentümer ist das städtische Tiefbauamt.

## Geschichte
In ihrer heutigen Form besteht die Fontäne seit 2007. Entstanden ist sie 1986 zum 50. Jahrestag der Erbauung des Maschsees. Die Fontäne war ein Geschenk der Stadtwerke, Vorläufer der enercity AG, an die Stadt. Der damalige Vorstandsvorsitzende der Stadtwerke Erich Deppe und der damalige Leiter des städtischen Kulturamts Harald Böhlmann nahmen sie am 4. Juli 1986 zu den Maschseetagen mit einem symbolischen Knopfdruck in Betrieb. Anfangs war die Fontäne als temporäres Provisorium gedacht. Die rund 20 Meter vom Ufer entfernte Fontäne fand jedoch großen Anklang. Deshalb wurde sie nach Umbauarbeiten im Jahr 1987 wieder in Betrieb genommen und zur Dauereinrichtung.

## Technische Daten
Die Maschseefontäne besteht aus einem verzinkten Stahlkörper und drei Grundbeinen, die im Seeboden verankert sind. Die Anlage wird mit einer Unterwasser-Pumpen-Motor-Kombination betrieben. Die Anlage hat 22 kW elektrische Leistung, woraus 14 kW abgegebene Motor-Leistung entstehen. Die Pumpe schleudert rund 85.000 Liter in der Stunde in die Höhe. Im Winter wird die Anlage mittels einer Metallabdeckung geschützt.
1994 wurde ein Korrosionsschutz aufgebaut. Seit 1994 sind die Stahlteile außerdem mit aktivem lokalem kathodischem Schutz versehen. 2002 gab es Eisschäden. Die Pumpe und die Konstruktion wurden repariert und am Seegrund verankert. Die Pumpe wurde 2007 und 2020 komplett erneuert.
2018 wurde die Stromversorgung erneuert und erfolgte aus dem Pavillon am Nordufer des Maschsees. 2020 wurde die Stromverteilung auf Wunsch des Pavillonbetreibers wieder umgebaut und versetzt. Bei der Erneuerung der Fontänenbeleuchtung 2020 wurden die Halogenstrahler durch stromsparende LED-Leuchten ersetzt, was den Stromverbrauch über 80 Prozent senkte. Die Wartungs- und Stromkosten werden von enercity im Rahmen von Sponsoring getragen.
Vom Frühjahr bis zum Herbst wird sie in den Abendstunden von Halogenstrahlern in den Firmenfarben des hannoverschen Energieversorgungsunternehmens enercity beleuchtet. 

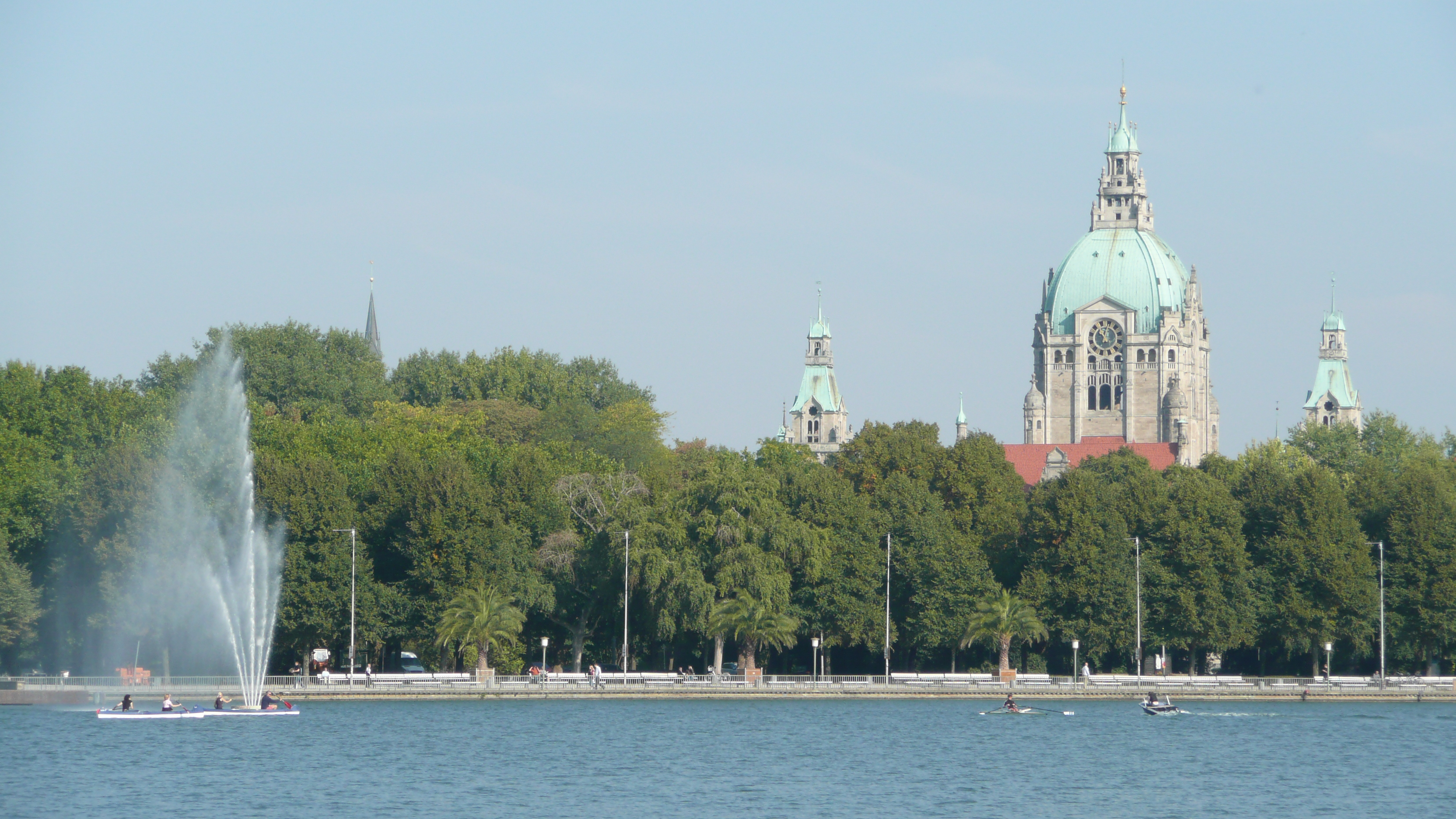
Maschseefontäne und Neues Rathaus
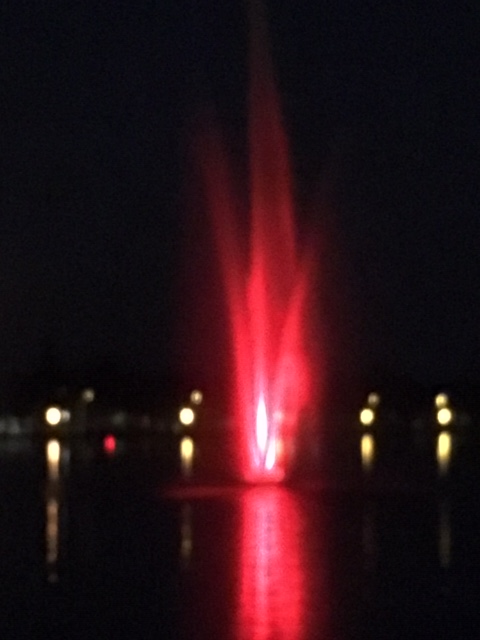
Nachts mit farbiger Beleuchtung
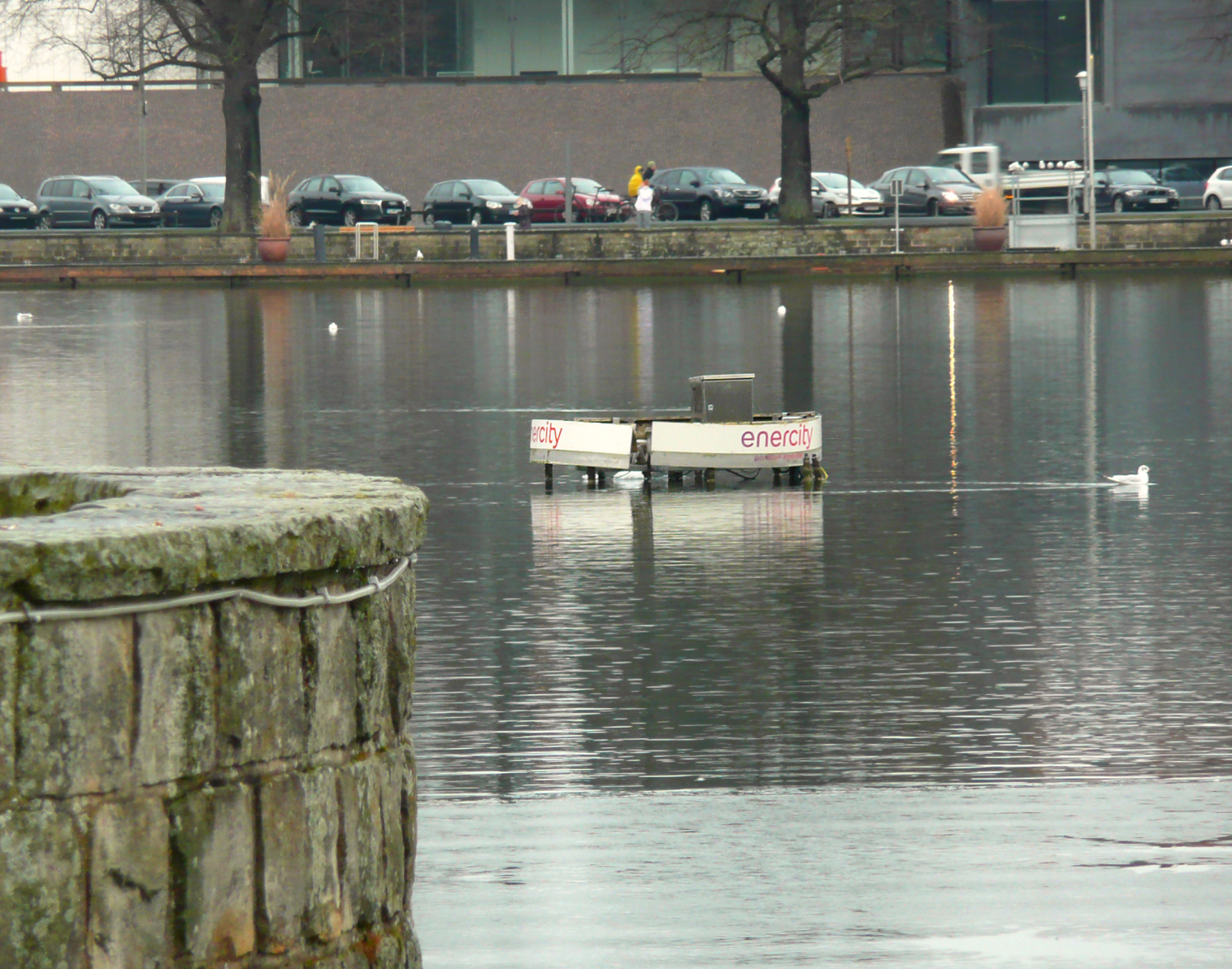
Stahlkörper der Fontäne im Winter